# Police en Allemagne

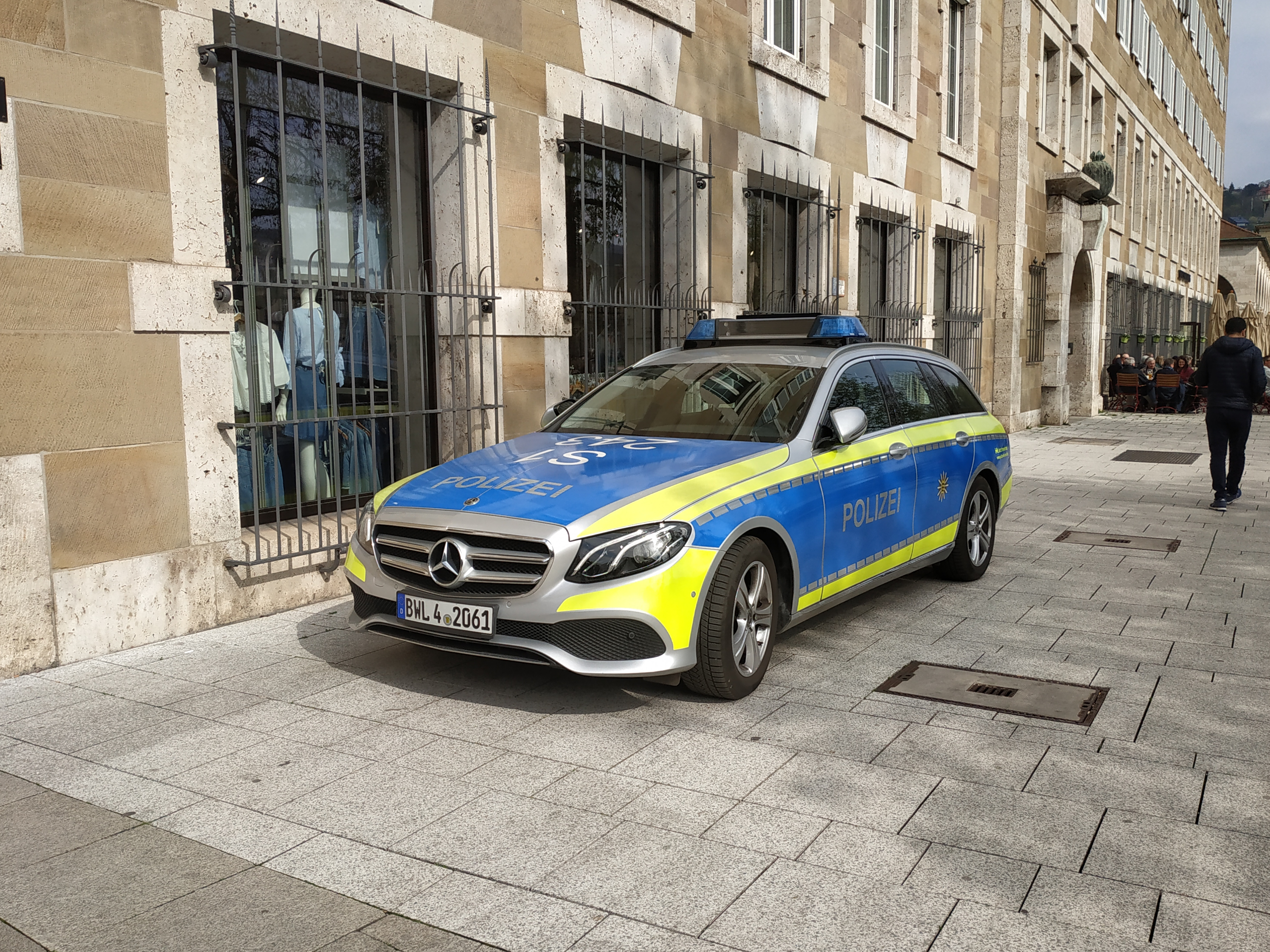
Voiture de patrouille Mercedes de la police d'état de Bade-Wurtemberg

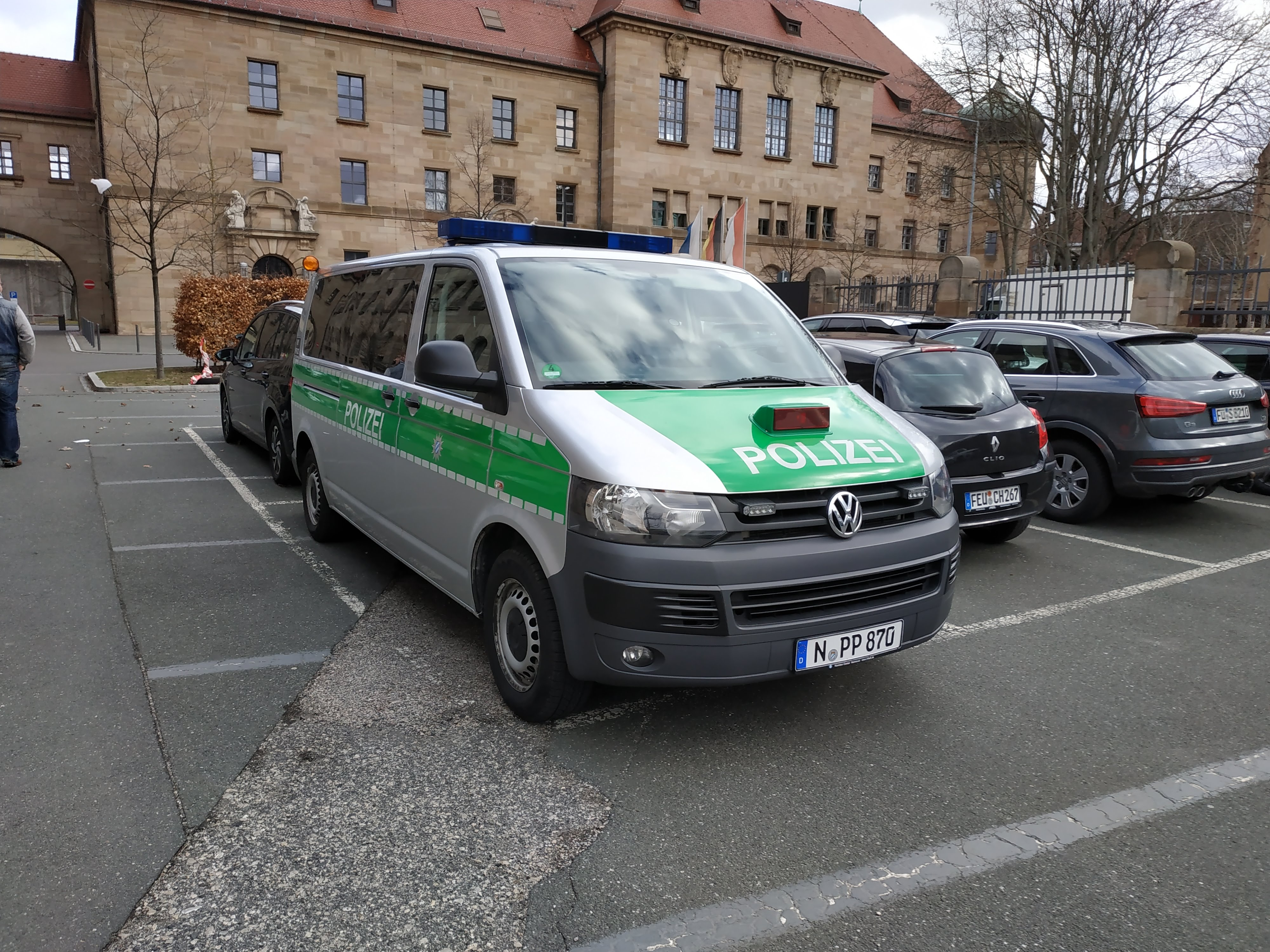
Van Volkswagen T5 aux anciennes couleurs de la police d'état bavaroise (Vert et gris)

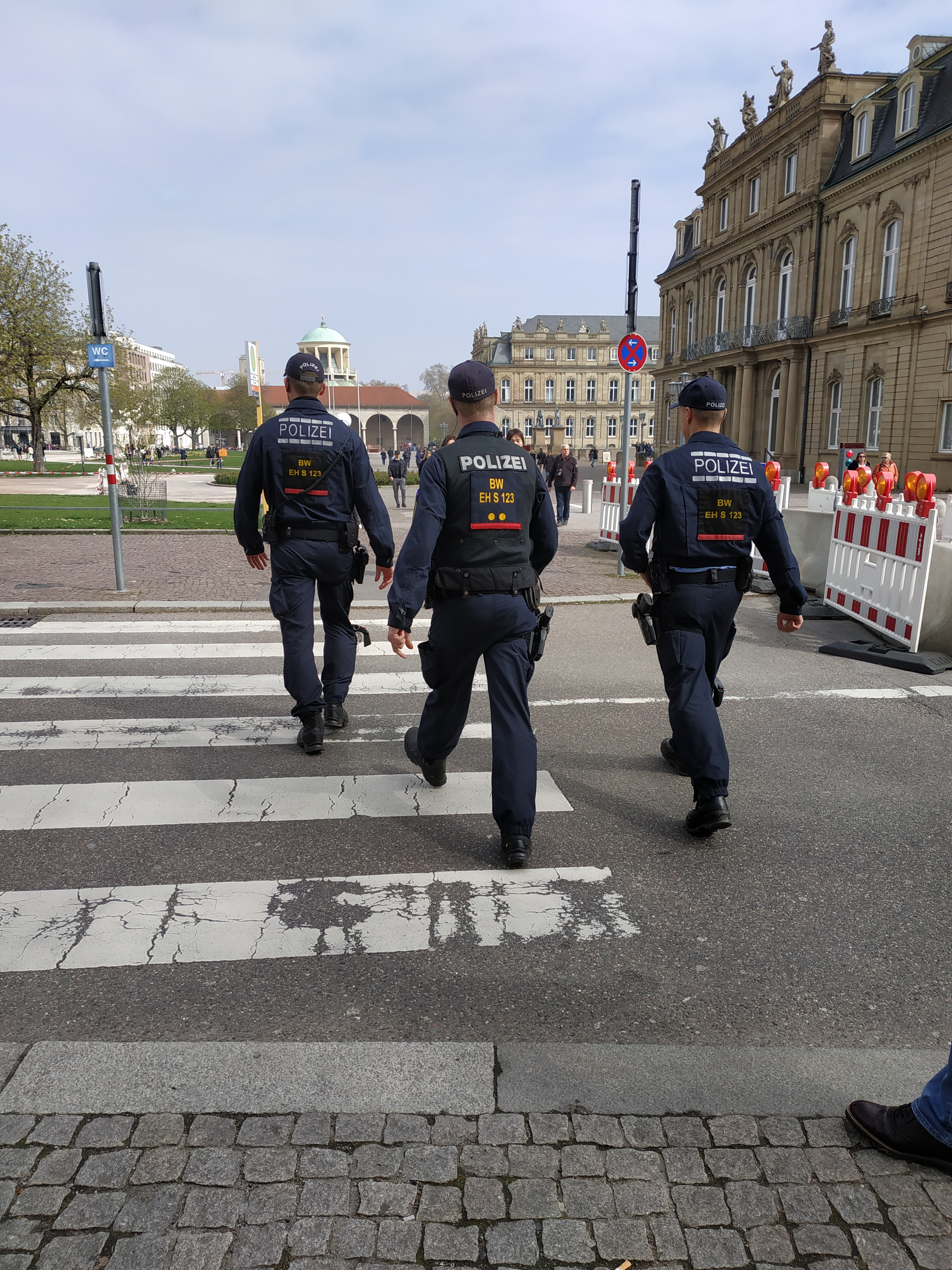
Unités anti-émeutes de la police d'état de Bade-Wurtemberg à Stuttgart

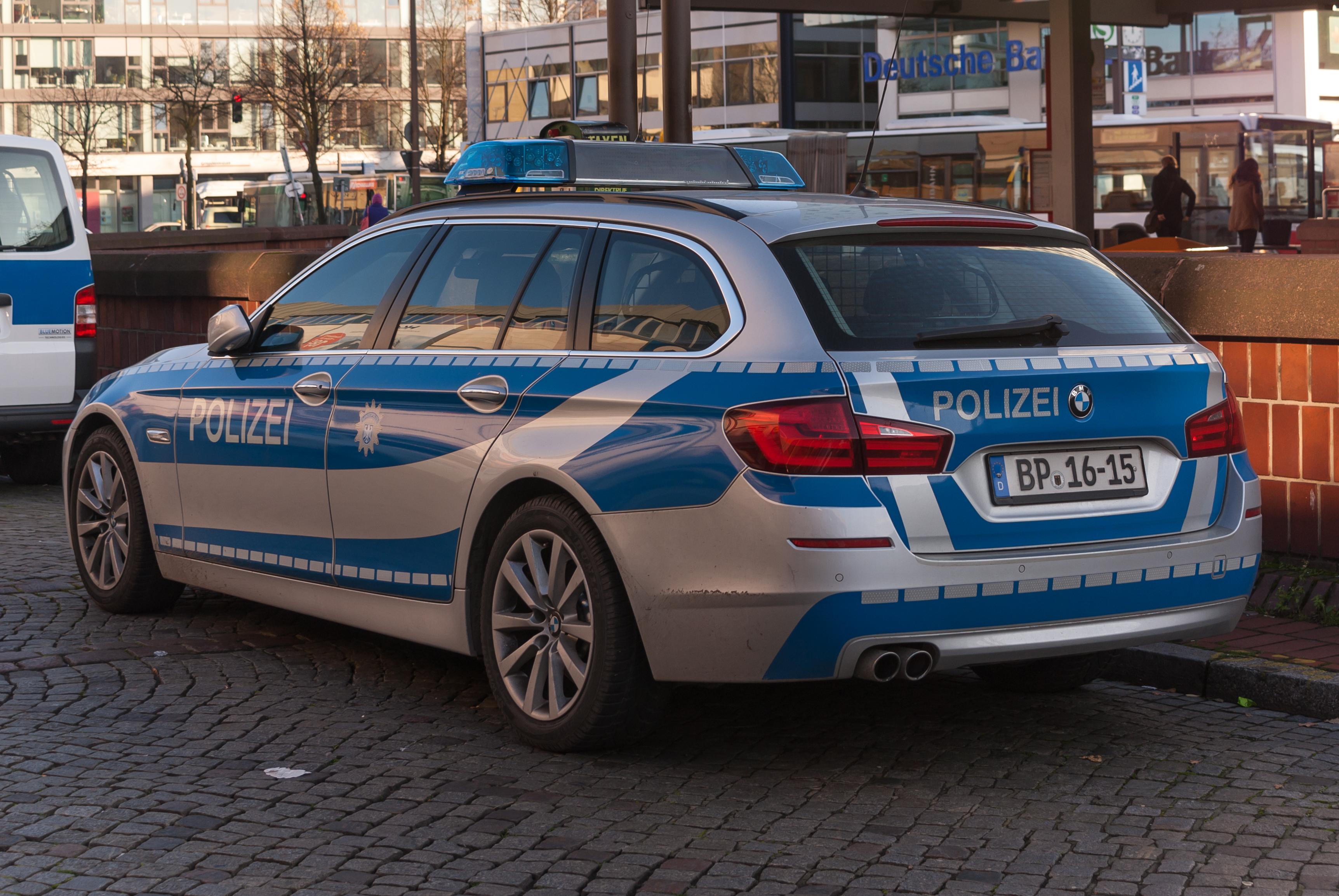
Patrouille de la Police fédérale allemande, reconnaissable par sa plaque d'immatriculation 'BP' et l'aigle fédéral sur les côtés.

La police allemande (en allemand : die Polizei, /poliˈt͡saɪ̯/) se divise en plusieurs niveaux :
- Police fédérale (Bundespolizei)
- Les polices d'État (Länder) (Landespolizei)[1].

## Police fédérale
La police fédérale a une juridiction qui comprend tout le territoire allemand. Elle s'occupe des crimes et des domaines ne relevant pas des domaines des polices des Etats fédérés. Elle les conseille, les appuie ou les remplace dans certains cas. Le Service fédéral de protection des frontières ou Bundesgrenzschutz (BGS), l'Office fédéral de police criminelle (Bundes kriminal amt) et le GSG 9 (groupe 9 du BGS) sont sous l'autorité de l'Etat fédéral. 
La police ferroviaire et celle des transports sont aussi des services qui ne dépendent pas du pouvoir fédéral et ne sont compétentes que dans les domaines fixés par la loi qui a créé ces services . 
Les membres de la police fédérale peuvent être déployés à l'étranger.

## Polices des États fédérés
Au nombre de 16, les polices d'État allemandes assurent dans chaque Land la sécurité publique et la police judiciaire au quotidien. Chacune de ces polices peuvent être renforcées par les autres pour les situations difficiles.

### Messagerie et communications
En 2018, un document précise que la police Allemande a migré la messagerie de ses effectifs de Whatsapp vers Moka, un fork de Conversations, une solution de messagerie ouverte et interopérable développée par un allemand.

## Armes de poing en service dans la police allemande  dans les années 2010
Jusque dans les années 1970, les policiers ouest-allemands ont porté des pistolets de calibre 7,65 mm Browning.
Depuis les années 1980, le calibre standard des polices allemandes est le 9 mm Parabellum.
Ainsi les corps de police allemands ont opté
| Corps de police                  | années 1980-2000 | années 2010    |
| -------------------------------- | ---------------- | -------------- |
| Bundeskriminalamt                | ?                | P229           |
| Bundespolizei                    | P6               | P30            |
| Feldjäger                        | Walther P1/P7    | P8/P30V1 (CDA) |
| Polizei DBT                      | Walther PPK      | P6             |
| Police du Bade-Wurtemberg        | P5               | P2000          |
| Police bavaroise                 | P1/PPK           | P7             |
| Direction de la police de Berlin | ?                | P6             |
| Police du Brandenburg            | Makarov PM       | SIG Sauer P228 |
| Police de Brême                  | P6               | P99 Q          |
| Police de Hambourg               | P6               | P99 Q          |
| Police de la Hesse               | P6               | P30            |
| Police de Sa                     | P7               | P2000          |
| Polizei Mecklenburg-Vorpommern   | Makarov PM       | P6             |
| Polizei Nordrhein-Westfalen      | P6               | P99 DAO        |
| Polizei Rheinland-Pfalz          | P5               | P99 Q          |
| Polizei Saarland                 | HK P9S           | P10            |
| Polizei Sachsen                  | P7               | P10            |
| Polizei Sachsen-Anhalt           | Makarov PM       | P6             |
| Polizei Schleswig-Holstein       | P6               | P99 Q          |
| Polizei Thüringen                | Makarov PM       | P10            |
| Wasserschutzpolizei Hambourg     | P6               | P2000/P99 Q    |
| Douanes (de)                     | P6               | P30            |